# Wilihof
Wilihof (toponimo tedesco) è una frazione di 252 abitanti del comune svizzero di Triengen, nel distretto di Sursee (Canton Lucerna).

## Geografia fisica
Kulmerau si trova sul versante occidentale della valle della Suhre.

## Storia
Wilihof, storicamente indicato anche come Triengen ennet der Suren, fu un comune autonomo istituito nel 1842 per scorporo da quello di Triengen, che comprendeva anche le frazioni di Bad Knutwil, Burst, Dieboldswil e Wilihöfe; il 1º gennaio 2005 è stato nuovamente accorpato a Triengen assieme all'altro comune soppresso di Kulmerau.

## Monumenti e luoghi d'interesse
- Terme di Bad Knutwil, attestate dal 1484, ricostruite nel 1787 e attive fino al 1926[2].

## Società

### Evoluzione demografica
L'evoluzione demografica è riportata nella seguente tabella:
Abitanti censiti

## Economia
L'economia locale si basa prevalentemente sull'agricoltura.

## Infrastrutture e trasporti
Wilihof è servito dalla stazione di Büron-Bad Knutwil sulla ferrovia Sursee-Triengen, inaugurata nel 1912.